# Zimbabwe i olympiska sommarspelen 2020
Zimbabwe deltog med en trupp på fem idrottare vid de olympiska sommarspelen 2020 i Tokyo som hölls mellan den 23 juli och 8 augusti 2021 efter att ha blivit framflyttad ett år på grund av coronaviruspandemin. Det var 11:e raka sommar-OS som Zimbabwe deltog vid och de har tidigare även deltagit som Rhodesia. Ingen av landets deltagare erövrade någon medalj.

## Friidrott
Förkortningar
- Notera– Placeringar avser endast det specifika heatet.
- Q = Tog sig vidare till nästa omgång
- q = Tog sig vidare till nästa omgång som den snabbaste förloraren eller, i teknikgrenarna, genom placering utan att nå kvalgränsen
- i.u. = Omgången fanns inte i grenen
- Bye = Idrottaren behövde inte tävla i omgången

Gång- och löpgrenar
| Idrottare     | Gren            | Kval     | Kval      | Omgång 1 | Omgång 1  | Semifinal        | Semifinal        | Final            | Final            |
| Idrottare     | Gren            | Resultat | Placering | Resultat | Placering | Resultat         | Placering        | Resultat         | Placering        |
| ------------- | --------------- | -------- | --------- | -------- | --------- | ---------------- | ---------------- | ---------------- | ---------------- |
| Ngoni Makusha | Herrarnas 100 m | 10,32    | 1 Q       | 10,43    | 7         | Gick inte vidare | Gick inte vidare | Gick inte vidare | Gick inte vidare |

## Golf
| Spelare       | Gren              | Omgång 1 | Omgång 2 | Omgång 3 | Omgång 4 | Totalt | Totalt   | Totalt    |
| Spelare       | Gren              | Poäng    | Poäng    | Poäng    | Poäng    | Poäng  | Från par | Placering |
| ------------- | ----------------- | -------- | -------- | -------- | -------- | ------ | -------- | --------- |
| Scott Vincent | Herrarnas tävling | 73       | 67       | 66       | 67       | 273    | −11      | =16       |

## Rodd
| Roddare              | Gren                    | Heat    | Heat      | Återkval | Återkval  | Kvartsfinal | Kvartsfinal | Semifinal | Semifinal | Final   | Final     |
| Roddare              | Gren                    | Tid     | Placering | Tid      | Placering | Tid         | Placering   | Tid       | Placering | Tid     | Placering |
| -------------------- | ----------------------- | ------- | --------- | -------- | --------- | ----------- | ----------- | --------- | --------- | ------- | --------- |
| Peter Purcell-Gilpin | Herrarnas singelsculler | 7.10,65 | 4 R       | 7.35,16  | 1 QF      | 7.37,97     | 6 SC/D      | 7.01,72   | 4 FD      | 7.03,85 | 20        |

Teckenförklaring: FA= A-final (medalj); FB=B-final (ingen medalj); FC= C-final (ingen medalj); FD= D-final (ingen medalj); FE=E-final (ingen medalj); FF=F-final (ingen medalj); SA/B=Semifinal A/B; SC/D=Semifinal C/D; SE/F=Semifinal E/F; QF=Kvartsfinal; R=Återkval

## Simning
| Idrottare     | Gren                   | Heat    | Heat      | Semifinal        | Semifinal        | Final            | Final            |
| Idrottare     | Gren                   | Tid     | Placering | Tid              | Placering        | Tid              | Placering        |
| ------------- | ---------------------- | ------- | --------- | ---------------- | ---------------- | ---------------- | ---------------- |
| Peter Wetzlar | Herrarnas 100 m frisim | 50,31   | 42        | Gick inte vidare | Gick inte vidare | Gick inte vidare | Gick inte vidare |
| Donata Katai  | Damernas 100 m ryggsim | 1.02,73 | 34        | Gick inte vidare | Gick inte vidare | Gick inte vidare | Gick inte vidare |